# 高室院
高室院（たかむろいん）は、和歌山県伊都郡高野町高野山にある高野山真言宗の準別格本山の寺院。本尊は薬師如来。宿坊。

## 歴史
当院は、鎌倉時代に村上天皇の子孫である房海僧正によって創建された。
天正18年（1590年）の豊臣秀吉による小田原征伐によって敗北した相模国小田原城主北条氏直は、秀吉に降伏後高野山に入り、許されるまで当院にて謹慎を行っている。
それ以来、当院は北条氏の菩提寺として小田原坊と呼ばれるようになり、寺紋も北条氏の三つ鱗となっている。また、当院の前の通りは小田原通と呼ばれている。こういったいきさつからか現在でも東京、横浜、湘南の信者との関係が深い。
明治時代になると、当院は隣接していた大乗院、発光院、蓮上院を合併している。本堂は1888年（明治21年）の大火で焼失してしまうが、1984年（昭和59年）にようやく再建された。

## 境内
- 本堂 - 1984年（昭和59年）再建。鉄筋コンクリート造。
- 庫裏
- 宿坊
- 山門

## 文化財

### 重要文化財
- 木造薬師如来坐像 - 『紀伊続風土記』によると行基による真作であるという。平安時代。高野山霊宝館寄託[2]。

## 前後の札所
西国薬師四十九霊場
10 龍泉院　-　11 高室院　-　12 禅林寺

## 所在地
- 和歌山県伊都郡高野町大字高野山599

## アクセス
- 南海電気鉄道鋼索線（高野山ケーブル） 高野山駅下車、南海りんかんバス「千手院橋（東）」よりすぐ。